# 加塔诺·西雷阿职业球员楷模奖
加塔诺·西雷阿职业球员楷模奖，是意大利足球界的一项球员荣誉奖项。该奖以已故意大利著名足球后卫加塔诺·西雷阿命名。自1992年起开始颁发，每年颁发一次，由记者投票进行评选，获奖对象是年过三十的拥有“杰出职业生涯”的意大利籍球员或在意甲联赛获得成功的外籍球员，用来表彰在球场内外的表现都能称得上楷模的球员。

## 历年获奖者列表
| - 1992年朱塞佩·巴雷西 - 1993年斯蒂法诺·塔科尼 - 1994年弗兰科·巴雷西 - 1995年彼得·维尔乔沃德 - 1996年毛罗·塔索蒂 - 1997年朱塞佩·贝尔戈米 | - 1998年罗伯托·多纳多尼 - 1999年米开朗基罗·兰普拉 - 2000年亚历山德罗·科斯塔库塔 - 2001年罗伯特·巴乔 - 2002年保罗·马尔蒂尼 - 2003年西罗·费拉拉 | - 2004年朱塞佩·西格诺里 - 2005年吉安弗兰科·佐拉 - 2006年詹卢卡·佩索托 - 2007年菲利普·因扎吉 - 2008年亚历山德罗·德尔·皮耶罗 - 2009年克里斯蒂亚诺·多尼 | - 2010年哈维尔·萨内蒂 - 2011年安东尼奥·迪纳塔莱 - 2012年詹纳罗·加图索 - 2013年安德烈亚·皮尔洛 - 2014年弗朗切斯科·托蒂 - 2015年卢卡·托尼 | - 2016年布冯 - 2017年安德雷·巴尔扎利 - 2018年法比奥·夸利亚雷拉 - 2019年喬治奧·基亞連尼 - 2020年安德烈·比洛迪 - 2021年西蒙·卡積亞 |